# 仙源乡
仙源乡，是中华人民共和国江西省宜春市万载县下辖的一个乡镇级行政单位。

## 行政区划
仙源乡下辖以下地区：
仙源村、青溪村、乐坪村、双溪村、横岭村、新市村、株木村和高岭村。